# Font de Rus
La Font de Rus és una font del terme municipal de la Torre de Cabdella, del Pallars Jussà, en el seu terme primigeni, dins del territori del poble de Cabdella. Està situada a 2.027 m d'altitud, a l'esquerra del barranc de Coma del Port, al vessant sud-est de lo Castell de Rus.